# 1977年の日本シリーズ
1977年の日本シリーズ（1977ねんのにっぽんシリーズ、1977ねんのにほんシリーズ）は、1977年10月22日から10月27日まで行われたセ・リーグ優勝チームの読売ジャイアンツとパ・リーグ優勝チームの阪急ブレーブスによる第28回プロ野球日本選手権シリーズである。

## 概要
上田利治監督率いる阪急ブレーブスと長嶋茂雄監督率いる読売ジャイアンツの2年連続の対決となり、阪急が4勝1敗で勝利し、3年連続3度目の日本一。前年初めて巨人を破った阪急は福本豊、加藤秀司、大橋穣、ボビー・マルカーノ、島谷金二、山田久志らを中心に充実した戦力に自信もつけ、巨人を寄せつけなかった。特に阪急のチーム盗塁数は8（トップの福本豊は4盗塁）。これに加え、後述の簑田浩二の好走塁など機動力を発揮した。
シリーズの分岐点になったと野球メディアや評論家の大勢が指摘したのは阪急の2勝1敗で迎えた第4戦、阪急の9回表の攻撃である。1－2とリードされた9回表の阪急の攻撃も簡単に2死となり、巨人が勝利を収めて2勝2敗のタイに持ち込むかという状況から阪急が同点、逆転につなげて勝利を収めた。9回二死から代打・藤井栄治が四球で出塁。続く代打・高井保弘の打席で、藤井の代走・簑田が二塁へ盗塁を決める。高井は浅い左前安打を放ち簑田は本塁へ突入、巨人守備陣も左翼二宮至→三塁高田繁→捕手吉田孝司と完璧な中継プレーを見せるが、簑田が吉田のタッチを避けて左手でホームベースに触れる絶妙なスライディングで同点とし、続く大橋穣が勝ち越しタイムリーを放って逆転し、さらに追加点を挙げて一気に4点を奪う攻撃を見せた。結局阪急が5 - 2と勝利を収めて対戦成績を3勝1敗として日本一に王手をかけ、次の第5戦で日本一を決めた。

## 試合結果
| 日付                                 | 試合   | ビジター球団（先攻） | スコア | ホーム球団（後攻） | 開催球場     |
| ------------------------------------ | ------ | -------------------- | ------ | ------------------ | ------------ |
| 10月22日（土）                       | 第1戦  | 読売ジャイアンツ     | 2 - 7  | 阪急ブレーブス     | 阪急西宮球場 |
| 10月23日（日）                       | 第2戦  | 読売ジャイアンツ     | 0 - 3  | 阪急ブレーブス     | 阪急西宮球場 |
| 10月24日（月）                       | 移動日 | 移動日               | 移動日 | 移動日             | 移動日       |
| 10月25日（火）                       | 第3戦  | 阪急ブレーブス       | 2 - 5  | 読売ジャイアンツ   | 後楽園球場   |
| 10月26日（水）                       | 第4戦  | 阪急ブレーブス       | 5 - 2  | 読売ジャイアンツ   | 後楽園球場   |
| 10月27日（木）                       | 第5戦  | 阪急ブレーブス       | 6 - 3  | 読売ジャイアンツ   | 後楽園球場   |
| 優勝：阪急ブレーブス（3年連続3回目） |        |                      |        |                    |              |

### 第1戦
10月22日：阪急西宮球場（入場者：27971人）
|      | 1 | 2 | 3 | 4 | 5 | 6 | 7 | 8 | 9 | R | H  | E |
| ---- | - | - | - | - | - | - | - | - | - | - | -- | - |
| 巨人 | 0 | 1 | 0 | 0 | 0 | 0 | 0 | 0 | 1 | 2 | 6  | 1 |
| 阪急 | 1 | 2 | 0 | 0 | 3 | 0 | 0 | 0 | X | 7 | 10 | 0 |

1. 巨：小林（2回）、浅野（2回2/3）、高橋良（2回1/3）、新浦（1回）
2. 急：山田（9回）
3. 勝利：山田（1勝）
4. 敗戦：小林（1敗）
5. 本塁打
巨：王1号ソロ（2回・山田）、張本1号ソロ（9回・山田）
6. 審判
［球審］岡田哲
［塁審］久保田（一）、斎田（二）、岡田和（三）
［外審］吉田（左）、谷村（右）
7. 試合時間：3時間

2回に王貞治の本塁打で同点に追いつかれた阪急は、すぐその裏に大橋穣の中前打でたちまち勝ち越し、投手の山田も左翼線を破る二塁打で追加点。5回にも巨人2番手の浅野啓司を攻めて試合を決めた。巨人の得点は王、張本勲のソロ本塁打だけで、山田が完投勝利。
公式記録関係（日本野球機構ページ）

### 第2戦
10月23日：阪急西宮球場（入場者：31070人）
|      | 1 | 2 | 3 | 4 | 5 | 6 | 7 | 8 | 9 | R | H | E |
| ---- | - | - | - | - | - | - | - | - | - | - | - | - |
| 巨人 | 0 | 0 | 0 | 0 | 0 | 0 | 0 | 0 | 0 | 0 | 7 | 0 |
| 阪急 | 1 | 0 | 0 | 0 | 0 | 1 | 0 | 1 | X | 3 | 5 | 1 |

1. 巨：堀内（4回）、加藤初（2回）、新浦（2回）
2. 急：足立（9回）
3. 勝利：足立（1勝）
4. 敗戦：堀内（1敗）
5. 審判
［球審］谷村
［塁審］吉田（一）、久保田（二）、斎田（三）
［外審］丸山（左）、久保山（右）
6. 試合時間：3時間3分

足立光宏が7安打1四球の完封勝利。阪急の投手が日本シリーズで完封したのはこれが初めて。攻撃面では福本豊が活躍。初回四球で出塁するとすぐ盗塁、2つの内野ゴロで生還、無安打での先制点に貢献、6回には安打で出塁、大熊との絶妙のエンドランで三進、島谷金二の犠牲フライで得点、8回にも三塁打のあと加藤秀司の代打・高井保弘の犠飛で生還と3得点すべてに絡み、巨人バッテリーを翻弄した。
公式記録関係（日本野球機構ページ）

### 第3戦
10月25日：後楽園球場（入場者：37914人）
|      | 1 | 2 | 3 | 4 | 5 | 6 | 7 | 8 | 9 | 10 | 11 | 12 | R | H  | E |
| ---- | - | - | - | - | - | - | - | - | - | -- | -- | -- | - | -- | - |
| 阪急 | 0 | 0 | 0 | 0 | 1 | 0 | 0 | 0 | 1 | 0  | 0  | 0  | 2 | 7  | 1 |
| 巨人 | 0 | 0 | 0 | 0 | 2 | 0 | 0 | 0 | 0 | 0  | 0  | 3x | 5 | 11 | 0 |

1. （延長12回）
2. 急：白石（4回）、山口（7回1/3）
3. 巨：ライト（5回）、小林（2回1/3）、加藤初（3回2/3）、浅野（1回）
4. 勝利：浅野（1勝）
5. 敗戦：山口（1敗）
6. 本塁打
急：島谷1号ソロ（9回・加藤初）
巨：王2号2ラン（5回・山口）、河埜1号3ラン（12回・山口）
7. 審判
［球審］久保山
［塁審］丸山（一）、吉田（二）、久保田（三）
［外審］岡田哲（左）、岡田和（右）
8. 試合時間：4時間22分

阪急は5回チャンスを迎えると先発の白石静生に早々と代打の切り札、高井を起用。高井の投手ゴロの間にウィリアムスが生還して先制。その裏、巨人は5回から救援した山口高志から王が逆転2点本塁打を放つ。阪急は9回島谷の本塁打で追いつくものの、延長12回裏、河埜和正が山口からサヨナラ3点本塁打を放ち、巨人が初勝利（巨人のサヨナラ勝ちは前年の第6戦（高田のタイムリー）に続いて6度目）。巨人の得点はここまですべて本塁打のみだった。
公式記録関係（日本野球機構ページ）

### 第4戦
10月26日：後楽園球場（入場者：42433人）
|      | 1 | 2 | 3 | 4 | 5 | 6 | 7 | 8 | 9 | R | H | E |
| ---- | - | - | - | - | - | - | - | - | - | - | - | - |
| 阪急 | 0 | 0 | 0 | 0 | 0 | 1 | 0 | 0 | 4 | 5 | 5 | 1 |
| 巨人 | 0 | 0 | 1 | 0 | 0 | 0 | 0 | 1 | 0 | 2 | 7 | 3 |

1. 急：稲葉（5回）、山田（4回）
2. 巨：堀内（5回1/3）、小林（1回2/3）、新浦（1回）、浅野（0回2/3）、加藤初（0回1/3）
3. 勝利：山田（2勝）
4. 敗戦：浅野（1勝1敗）
5. 本塁打
巨：張本2号ソロ（8回・山田）
6. 審判
［球審］岡田和
［塁審］岡田哲（一）、丸山（二）、吉田（三）
［外審］谷村（左）、斎田（右）
7. 試合時間：3時間25分

タイに持ち込みたい巨人は3回裏に土井正三の二塁打で先制するが、6回に河埜の失策で阪急が追い付く。巨人は7回の無死一、二塁の絶好機を代走松本匡史の3盗失敗などで潰したものの、続く8回に張本が山田からソロ本塁打を放ち勝ち越した。9回の阪急は、この回から登板の浅野に対して二死走者なしから、代打・藤井栄治が四球で出塁し、続く代打・高井の打席で藤井の代走・簑田浩二が二塁に盗塁、さらに高井の左前打で簑田が本塁上のタッチをかいくぐり生還し同点に。さらに大橋が安打で続き浅野をKOすると、続く加藤初から山田の適時打と上田武司の失策でこの回一気に4点を挙げ勝負あり。巨人に傾きかけた流れはこれで再び阪急に傾いた。
公式記録関係（日本野球機構ページ）

### 第5戦
10月27日：後楽園球場（入場者：41006人）
|      | 1 | 2 | 3 | 4 | 5 | 6 | 7 | 8 | 9 | R | H  | E |
| ---- | - | - | - | - | - | - | - | - | - | - | -- | - |
| 阪急 | 0 | 0 | 0 | 0 | 1 | 2 | 3 | 0 | 0 | 6 | 10 | 0 |
| 巨人 | 0 | 2 | 0 | 0 | 0 | 0 | 1 | 0 | 0 | 3 | 8  | 1 |

1. 急：佐藤義（4回）、白石（3回0/3）、山田（2回）
2. 巨：新浦（6回0/3）、小林（0回1/3）、ライト（0回2/3）、堀内（2回）
3. 勝利：白石（1勝）
4. セーブ：山田（2勝1S）
5. 敗戦：新浦（1敗）
6. 本塁打
急：加藤秀1号2ラン（6回・新浦）
巨：柴田1号ソロ（7回・白石）
7. 審判
［球審］斎田
［塁審］谷村（一）、岡田哲（二）、丸山（三）
［外審］久保山（左）、久保田（右）
8. 試合時間：3時間5分

巨人は2回、新浦寿夫の2点適時打で先制するが、5回に大橋の犠飛で1点を返されると、6回にここまで15打数1安打と不振だった加藤秀の2点本塁打で逆転。7回には4長短打を集め3点を追加し、試合を決めた。8回から山田が救援、巨人打線を寄せ付けず、最後は柴田勲を投ゴロに打ち取り、阪急の3年連続日本一が決まった。
なお、阪急は1988年を最後にオリックスに売却され、また、翌78年と1984年も日本シリーズに出場したが、ともに敗れたため、阪急としては最後の日本一となった。
次の日本一まで19年の歳月を要する事になるが(球団名はオリックスブルーウェーブ)、奇しくも対戦相手はジャイアンツで監督も長嶋(二次政権)であった。
公式記録関係（日本野球機構ページ）

## 表彰選手
- 最優秀選手：山田久志（阪急）
- 敢闘賞：河埜和正（巨人）
- 打撃賞：張本勲（巨人）
- 最優秀投手：足立光宏（阪急）
- 優秀選手：福本豊（阪急）
- 技能賞：大熊忠義（阪急）

## テレビ・ラジオ中継

### テレビ中継
- 第1戦:10月22日
  - 関西テレビ《フジテレビ系列》 解説：岡本伊三美、荒川博
- 第2戦:10月23日
  - 関西テレビ《フジテレビ系列》 解説：岡本伊三美、荒川博 ゲスト解説：西本幸雄（近鉄監督）
- 第3戦:10月25日
  - 日本テレビ 解説：森昌彦（翌年からヤクルトバッテリーコーチ） ゲスト解説：別当薫（大洋監督）
- 第4戦:10月26日
  - 日本テレビ 解説：村山実 ゲスト解説：別当薫
  - NHK総合 実況：西田善夫 解説：鶴岡一人、川上哲治
- 第5戦:10月27日
  - 日本テレビ 解説：森昌彦 ゲスト解説：別当薫

### ラジオ中継
- 第1戦:10月22日
  - NHKラジオ第1 解説：鶴岡一人、藤田元司
  - TBSラジオ（JRN・朝日放送制作） 解説：根本陸夫 ゲスト解説：鈴木啓示（近鉄）、池辺巌（阪神）
  - 文化放送（NRN・毎日放送制作） 解説：宅和本司 ゲスト解説：米田哲也（近鉄 この年に引退し、翌年、毎日放送の野球解説者になる）
  - ニッポン放送 解説：関根潤三、土井淳
  - ラジオ大阪 解説：別所毅彦、辻佳紀
- 第2戦:10月23日
  - NHKラジオ第1 解説：加藤進、川上哲治
  - TBSラジオ（JRN・朝日放送制作） 解説：小山正明 ゲスト解説：鈴木啓示、池辺巌
  - 文化放送（ラジオ大阪制作） 解説：別所毅彦、辻佳紀
  - 毎日放送（NRN） 解説：宅和本司 ゲスト解説：米田哲也
- 第3戦:10月25日
  - NHKラジオ第1 解説：川上哲治、藤田元司
  - TBSラジオ（JRN） 解説：稲尾和久、牧野茂
  - 文化放送（NRN） 解説：別所毅彦、荒川博
  - ニッポン放送・ラジオ大阪 解説：関根潤三、土橋正幸 ゲスト解説：村田兆治（ロッテ）
  - ラジオ関東（現・ラジオ日本） 解説：有本義明 ゲスト解説：大沢啓二（日本ハム監督）
- 第4戦:10月26日
  - NHKラジオ第1 解説：藤田元司、加藤進
  - TBSラジオ（JRN） 解説：稲尾和久、牧野茂
  - 文化放送・ラジオ大阪 解説：別所毅彦、荒川博
  - ニッポン放送（NRN） 解説：関根潤三 ゲスト解説：金田正一（ロッテ監督）
  - ラジオ関東 解説：沼沢康一郎 ゲスト解説：大沢啓二
- 第5戦:10月27日
  - NHKラジオ第1 解説：鶴岡一人、加藤進
  - TBSラジオ（JRN） 解説：稲尾和久、牧野茂
  - 文化放送（NRN） 解説：別所毅彦、荒川博
  - ニッポン放送・ラジオ大阪 解説：関根潤三、土井淳 ゲスト解説：高橋一三（日本ハム）
  - ラジオ関東 解説：有本義明 ゲスト解説：大沢啓二